# Galo Blanco
Galo Blanco Diaz (ur. 8 października 1976 w Oviedo) – hiszpański tenisista i trener tenisa.

## Kariera trenerska
Jako zawodowy tenisista występował w latach 1995−2006.
W rozgrywkach rangi ATP World Tour wygrał 1 singlowy turniej, w roku 1999 na nawierzchni ziemnej w San Marino, pokonując w finale Alberta Portasa. Ponadto w sezonie 2001 Hiszpan doszedł do finału zawodów w Acapulco, gdzie ostatecznie w pojedynku finałowym nie sprostał Gustavo Kuertenowi.
Najwyżej sklasyfikowany w rankingu singlistów był na 40. miejscu pod koniec maja 1998 roku.

### Finały w turniejach ATP World Tour
| Nazwa                         |
| ----------------------------- |
| Wielki Szlem                  |
| Igrzyska olimpijskie          |
| Tennis Masters Cup            |
| Tennis Masters Series         |
| ATP International Series Gold |
| ATP International Series      |

#### Gra pojedyncza (1–1)
| Końcowy wynik | Nr | Data             | Turniej    | Nawierzchnia | Przeciwnik      | Wynik finału  |
| ------------- | -- | ---------------- | ---------- | ------------ | --------------- | ------------- |
| Zwycięzca     | 1. | 15 sierpnia 1999 | San Marino | Ceglana      | Albert Portas   | 4:6, 6:4, 6:3 |
| Finalista     | 1. | 4 marca 2001     | Acapulco   | Ceglana      | Gustavo Kuerten | 4:6, 2:6      |

## Kariera trenerska
W latach 2006−2009 był w sztabie trenerskim Feliciana Lópeza. Od sezonu 2010 do maja 2013 Blanco pełnił funkcję trenera Milosa Raonicia. W listopadzie 2013 został zatrudniony przez Filipa Peliwo, a w latach 2013−2017 pełnił funkcję trenera Karena Chaczanowa.